# ショーン・ローデン

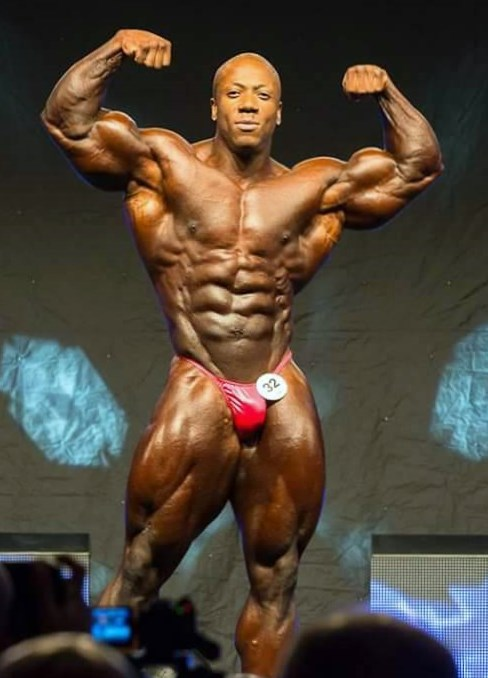
ショーン・ローデン

ショーン・ローデン（Shawn Rhoden, 1975年4月2日 - 2021年11月6日）は、ジャマイカキングストン出身の、1990年代末から2010年代後半に掛けて活躍したボディビルダー。

## 来歴
幼少期はやせ型であった自身の体型を気にしており、1990年にアメリカに移住したローデンは自己防衛の一環としてトレーニングを開始した。
17歳でジムに入会。
1993年に右手の腱を9本断裂する重傷を負い、右手の怪我の後には6ヶ月間トレーニングができなくなる背部の怪我を負った。
2002年には肺癌で闘病中であった父を亡くし、その心労で6年間に渡るアルコール依存症に陥り、トレーニングを中断していた。
2009年、トレーニング再開から1年でプロカードを取得。
2018年のミスター・オリンピアは当時大会7連覇中だったフィル・ヒースとの直接対決を制して優勝。43歳での優勝はクリス・ディッカーソンに並ぶミスター・オリンピアの最年長記録。
2018年10月18日、ユタ州のホテルで弟子であった女性ボディビルダーに性的暴行を行い逮捕されたと報道された。この騒動がきっかけとなり、2019年のミスター・オリンピアへの出場資格を剥奪された。
以降、ボディビルの大会から離れ、2021年11月6日に心臓発作で死去。

## 人物
肩から腹部にかけてV字を描くプロポーションと筋量豊富な下半身が武器であった。
シーズン中はリーンバルクを地で行ったが、オフシーズンにおいてはカロリー計算をしなかった。
娘を溺愛する子煩悩な一面もあった。